# Christoph Luxenberg
Christoph Luxenberg ist das Pseudonym eines deutschsprachigen Koranforschers, dessen Identität bis heute (Stand 2025) unbekannt ist. Luxenberg verwendet nach eigenen Angaben ein Pseudonym, „weil jede wissenschaftliche Textkritik am Koran gleichzeitig eine Kritik an der in islamischen Ländern verwendeten politischen Sprache bedeutet“.

## Hintergrund
Unter dem Pseudonym erschien im Jahr 2000 eine Abhandlung in deutscher Sprache mit dem Titel Die syro-aramäische Lesart des Koran – Ein Beitrag zur Entschlüsselung der Koransprache, die unter anderem durch Rezensionen in der Neuen Zürcher Zeitung (2001) und der Zeit (2003) einer breiteren Öffentlichkeit bekannt wurde. Die Arbeit ist laut Vorwort die Veröffentlichung eines „Bruchteil[s] umfangreicherer Untersuchungen zur Sprache des Koran“ und soll der Forschung „Anstöße zu einer ersten Diskussion über die Methoden und die daraus folgenden inhaltlichen Deutungen des Korantextes“ ermöglichen.
Mit seinem Forschungsansatz ist Luxenberg ein Repräsentant der „Saarbrücker Schule“, die wiederum Teil der Revisionistischen Schule der Islamwissenschaft ist, die maßgeblich die Historisch-kritische Methode, das wissenschaftliche Standardverfahren zur Analyse historischer Texte, propagiert und anwendet.

## Das Buch
Luxenbergs Studie versteht sich formell als philologische Untersuchung, die vom sprachhistorischen Ansatz ausgeht und den Korantext mit textkritischen Methoden ediert. In der Diskussion um Mündlichkeit und Schriftlichkeit der frühen Koranüberlieferung nimmt Luxenberg im Gegensatz zur traditionellen islamischen Ansicht eine fehlende Kontinuität des mündlichen Teils an. Da Luxenberg von der Tatsache ausgeht, dass die frühen Koranhandschriften sowohl auf die diakritischen Punkte zur genauen Unterscheidung der Konsonanten (siehe Rasm) als auch auf die Vokalzeichen (siehe Arabisches Alphabet) verzichteten, geht er von einer Fehllesung zahlreicher ursprünglich aramäischer (genauer: syrischer) Ausdrücke durch spätere Exegeten aus, die diese nicht mehr als solche erkannten und denen das mündliche Korrektiv fehlte. Folglich sei es ein historischer Irrtum anzunehmen, dass die nachträgliche Punktierung des Textes auf einer sicheren mündlichen Überlieferung beruhe.
Luxenberg nimmt an, dass bei diesen Abschriften potentielle Übertragungsfehler wie Auslassungen, Ergänzungen und Umdeutungen, aber auch willkürliche oder intendierte Veränderungen wie Verbesserungen und Analogieschlüsse gemacht wurden. Durch diese Fehllesungen, so Luxenberg, seien die vielen unklaren Stellen des Koran – deren Existenz auch andere Gelehrte nicht bestreiten – erst entstanden. Durch folgende strikt heuristische Arbeitsmethodik analysiert Luxenberg den koranischen Text unter einem ähnlichen philologischen Aspekt wie Alphonse Mingana Anfang des 20. Jahrhunderts, um zu einem schlüssigeren Verständnis zu gelangen: Luxenberg setzt zunächst den Korantext in seinen historischen Kontext; als Textgrundlage dient die kanonische Fassung der Kairoer Koranausgabe vom Jahre 1923/24. Danach sucht er nach anderen semantischen Bedeutungen des arabischen Ausdrucks (a), sucht nach homonymer Wurzel im Syro-Aramäischen bzw. Syrischen, der Begriff wird schwankend verwendet (b), unternimmt eine andere Lesung des Arabischen unter Abänderung der diakritischen Punkte (c), sucht nach anderer aramäischer Wurzel (d), rückübersetzt ins Aramäische, sucht nach Lehnbildungen (e), konsultiert syrisch-arabische Lexika des 10. Jahrhunderts n. Chr. (f), liest echt arabische Ausdrücke nach syrischem Lautsystem (g) und entschlüsselt über syro-aramäische Syntax (h). Bei der Lesung der Handschriften folgt Luxenberg grundsätzlich der lectio difficilior.
Die Orientalistik nimmt zwar seit langem sowohl aramäische (sprachliche) als auch christliche, anti-trinitarische (inhaltliche) Einflüsse auf den frühen Islam an, folgt aber zumeist im Kern der späteren islamischen Darstellung der Koranentstehung: Demnach sei der Koran in hocharabischer Sprache durch den Propheten Mohammed verkündet worden, dem die Suren nach islamischem Verständnis zuvor von Gott offenbart worden waren. Luxenberg verweist hingegen darauf, dass es eine arabische Literatursprache im frühen 7. Jahrhundert nach derzeitigem Kenntnisstand noch gar nicht gegeben habe (aus der Spätantike liegen lediglich einige in sehr einfacher Sprache gehaltene arabische Inschriften vor), und geht hingegen von einer Garschuni-Vorlage des Korans aus, also einer Vorlage, die in einem sehr stark syro-aramäisch beeinflussten Arabisch in syrischer Schrift verfasst gewesen sei. Luxenberg leitet das arabische Wort qur’ān / قرآن über eine dem Propheten Mohammed zugeschriebene Lautung qɘryān / قرين von aramäisch qɘryānā ‚Lektionar‘ ab und setzt die Bibel der syrisch-aramäischen Christen mit jener „Schrift“ gleich, auf die der Koran verschiedentlich Bezug nimmt – so wie sich die spätantiken Lektionare der christlichen Kirchen auf die Bibel beziehen, ohne mit ihr identisch zu sein.
Die Annahme, der Koran sei in einem einmaligen Schöpfungs- bzw. Offenbarungsakt durch göttliche Inspiration entstanden, betrachtet Luxenberg daher als „historischen Irrtum“. Vielmehr bezeuge der Koran selbst, dass bestimmte Teile nichts anderes seien als die Sammlung und Übertragung älterer christlicher (einschließlich jüdischer) liturgischer Texte. Erst durch spätere Überarbeitungen sei aus diesem Text der hocharabische Koran geworden, der aber noch zahlreiche Spuren der syro-arabischen christlichen Ursprungsschrift enthalte. Diese seien aber missverstanden und umgedeutet worden, nachdem ihre Ursprünge in Vergessenheit geraten waren.
Luxenberg hat seine Thesen in Beiträgen zu Sammelbänden über die Anfänge des Islam weiter ausgeführt, die er zusammen mit Karl-Heinz Ohlig veröffentlichte (siehe Literatur).

## Einige Neuinterpretationen von Koranstellen
Luxenbergs Ansatz führte ihn zu einer Reihe von eigenen Interpretationen von Koranversen und Suren:
- Das Wort Koran führt er auf den syrischen Ausdruck qeryana zurück, das in der christlichen Liturgie ein Lektionar bezeichnet, also eine Anleitung für Liturgie und Predigt. Die These ist, wie gesagt, dass der Kern des Koran auf die zum Teil missverstandene Übersetzung eines solchen syrischen, christlichen und antitrinitarischen Lektionars zurückgeht, der Hymnen und Auszüge aus der Bibel enthielt. Dieses Lektionar sei zum Zwecke der Mission ins Arabische übersetzt worden.[7] Gerade aufgrund der Ähnlichkeit zwischen den beiden semitischen Sprachen Syrisch und Arabisch sei es dabei zu Fehlern und Missverständnissen gekommen, da einander ähnliche und verwandte Ausdrücke nicht immer dasselbe bedeuten. Diese seien vielfach bestehen geblieben, als der Text später geglättet und in ein eleganteres Arabisch überführt worden sei.[8]
- Die koranische Phrase „hūr(in) ʿīn(in)“, die unbestritten nur so viel wie „weiße, äugige“ bedeutet, sich aber nach traditioneller islamischer Auslegung auf „weißäugige Jungfrauen“, die im Paradies den Gläubigen zur Verfügung stehen (Koran 44:54, 52:20, 55:72, 56:22), beziehen soll, bedeutet laut Luxenberg eigentlich „weiße, juwelengleiche“, was im Syrischen ein gängiger poetischer Hinweis auf Weintrauben sei. Der Koran nehme also an diesen Stellen in Wahrheit die seit Jahrhunderten vertraute christliche Paradiesvorstellung auf.[9] Von Jungfrauen sei daher nirgendwo die Rede.[10]
- Der Vers 31 der Sure 24 (an-Nūr) bildet die koranische Grundlage im Islam für das Kopftuchgebot für Frauen. Wörtlich heißt die Stelle: „Sie [die Frauen] sollen ihre chumur (sing. chimar خمار / ḫimār) über ihre Taschen schlagen“, wobei die eigentliche Bedeutung der chumur unklar ist, aber traditionell, etwa im Korankommentar des at-Tabarī (um 900 n. Chr.), als Kopftuch verstanden wird. Rudi Paret übersetzt mit „sie sollen ihren Schal sich über den (vom Halsausschnitt nach vorne heruntergehenden) Schlitz (des Kleides) ziehen“. Luxenberg hingegen deutet chumur als ein syrisch-aramäisches Wort mit der Bedeutung Gürtel und interpretiert die Stelle als „sie sollen sich einen Gürtel um die Lenden binden“.
- Die Stelle in Sure 33 (al-Ahzab), die von einem „Siegel der Propheten“ spricht und traditionell auf Mohammed bezogen wird, versteht Luxenberg nicht im traditionellen Sinne, dass „Siegel der Propheten“ der letzte Prophet sei, sondern dass es der sei, der die Wahrheit der Propheten vor ihm „besiegelt“.
- Die Sure 97 (Al-Qadr), die nach traditioneller Interpretation die Nacht der Herabsendung des Koran betrifft, beziehe sich laut Luxenberg – wie auch laut der christlichen Bahira-Legende sowie nach Auffassung von Richard Bell und Günter Lüling – in Wirklichkeit auf die Geburt Jesu an Weihnachten.
- In der Sure 19 (Maryam, Mariensure) wird Vers 24 traditionell so verstanden: „Da rief er ihr von unten her zu: Sei nicht traurig! Dein Herr hat unter dir ein Rinnsal (sarie) (voll Wasser) gemacht“ (Übersetzung von Paret). Der Sinn des Rinnsals (oder des Bächleins) machte hier schon islamischen Kommentatoren des Mittelalters große Schwierigkeiten. Luxenberg liest hier hingegen ausgehend vom Syrischen: „Da rief er ihr sogleich nach ihrer Niederkunft zu: ‚Sei nicht traurig: dein Herr hat deine Niederkunft legitim gemacht‘“.

## Akademische Rezeption dersyro-aramäischen Lesart des Koran
Zwar hat die öffentliche Aufmerksamkeit, die Luxenbergs Behauptungen erregt hatten, den Impetus für weitere Forschung in die entsprechende Richtung gebildet, doch ist das Werk als solches, die darin hervorgebrachten Hypothesen und die dahinterliegende Methodik in der Fachgemeinde größtenteils abgelehnt worden. Schwerpunkte der Einwände gegen Luxenbergs Behauptungen bilden der Vorwurf, dass Luxenbergs Lesart größtenteils für kein besseres Verständnis der jeweiligen Verse bzw. Begriffe sorge; dass die Darstellung für die darin hervorgebrachten Thesen grundlegende geschichtswissenschaftliche sowie soziolinguistische Aspekte und Erörterungen ausblende; dass das Werk keine aus den hervorgebrachten Hypothesen resultierenden Fragestellungen zu behandeln wisse; dass dem Autor ein wesentlicher philologischer Zugang fehle, das heißt, dass die einschlägige Fachliteratur in weiten Teilen ignoriert werde; dass Luxenberg oftmals einschneidende linguistische (neben formellen) Fehler begehe; und dass Luxenberg bei seiner Suche nach syrischen Urbedeutungen koranisch-arabischer Begriffe anderssprachige (darunter hebräische und äthiopische) Herkünfte der jeweiligen Wörter ausblende. Allerdings wissen einzelne Rezensenten der syro-aramäischen Lesart des Koran auch positive Aspekte zu entnehmen.

‚Indignation‘ is the word that most readily describes the majority of reactions to Luxenberg’s study on the part of scholars in Arabic and Islamic studies […] Luxenberg’s audacity has rankled for three reasons primarily: he makes a radical proposal about the early history of Islam, he is not a professional scholar of Islam, and he emends the text of the Qur’an.

„Empörung ist das Wort, das die Mehrzahl der Reaktionen auf Luxenbergs Arbeit vonseiten der Arabistik und Islamwissenschaft […] am besten beschreibt. Luxenbergs Dreistigkeit hat im Wesentlichen aus drei Gründen Aufsehen [in der Fachwelt] erregt: Er führt radikale Behauptungen hinsichtlich der frühislamischen Geschichte ins Feld, ist kein professioneller Islamwissenschaftler und er emendiert den Text des Korans.“

“For the most part […] mainstream Koranic scholars have (understandably) continued their work with little more than the occasional glance toward the Luxenberg theory.”

„In den meisten Fällen haben […] etablierte Wissenschaftler in der Erforschung des Korans ihre Arbeit (verständlicherweise) ohne Luxenbergs Theorie allzu viel Aufmerksamkeit zu schenken fortgesetzt.“

Während etwa Corriente die Person hinter dem Pseudonym Christoph Luxenberg für eine in den jeweiligen wissenschaftlichen Disziplinen versierte Fachperson hält, geht zum Beispiel de Blois davon aus, dass es sich dabei in der Tat um einen Dilettanten handele, der nicht in gebührendem Maße der altsyrischen wie auch altarabischen Sprache mächtig sei und zweifelt dahingehend die akademische Eignung des Autors für das hervorgebrachte intellektuelle Unterfangen an.

### Angelika Neuwirth (2003)
Angelika Neuwirth – unter anderem Leiterin des Corpus-Coranicum-Forschungsprojekts – sieht in Luxenbergs Vorhaben eine „extrem überhebliche Hypothese, welche leider auf eher bescheidenen Grundlagen basiert.“ Luxenbergs Methodik, die zur Untermauerung seiner Behauptung einst syrischer Ursprünge des Korans die Faktizität ebendieser Behauptung voraussetze, stelle einen Zirkelschluss dar. Zugleich weise die (mit dem Arabischen eng verwandte) syrische Sprache unzählige Begriffe auf, die sprachgeschichtlich analog zum jeweiligen arabischen Äquivalent wären – eine oftmals durch die enge Bindung der beiden Sprachen bedingte Gegebenheit, aus der nicht ohne Weiteres auch kulturelle Kontakte gefolgert werden könnten. Neuwirth kritisiert hierbei die „obsessive“ Suche Luxenbergs nach syrischen Ursprüngen arabischer Begriffe auf linguistischer Grundlage, aus der er auch theologische Schlüsse ziehe. In diesem Zusammenhang verweist sie auf Luxenbergs Fazit, dass das syrische qeryānā im arabischen qurʾān / قرآن nicht lediglich sprachlich aufgegangen sei, sondern die syrisch-christlichen Ursprünge des Korans belegen soll. Ferner seien nur wenige der bei Luxenberg aufgeführten Beispiele tatsächlich erwähnenswert. Luxenberg sei – so Neuwirth – nicht an der seinerseits behaupteten Mischsprachigkeit der im Koran verwendeten Sprache als solchen, wie sie etwa in der Ausführung des Kultus oder als spezifisch mekkanischer Dialekt in Erscheinung treten würde, interessiert: „[…] Hybridität dient [hier] lediglich als Mittel zur Dekonstruktion des Korans im Sinne einer wahren Heiligen Schrift oder, phänomenologisch ausgedrückt, um die Heilige Schrift des Islam im Sinne einer wahrheitsgetreuen Wiedergabe dessen, was ihr Übermittler von einer übernatürlichen Quelle erhalten zu haben glaubt, zu zerlegen.“ Auch ignoriere Luxenberg weite Teile des islamwissenschaftlichen Diskurses um koranische Fragestellungen – sei es mit Bezug auf jüdische, vorislamisch-polytheistische oder arabisch-poetische Einflüsse –, befasse sich weder mit religionsgeschichtlichen, noch literaturwissenschaftlichen Aspekten der Erforschung des Korans und beschränke sich auf eine „sehr mechanizistisch-positivistische linguistische Methode ungeachtet in der modernen Sprachwissenschaft entwickelter Erörterungen. Luxenbergs Verdienst besteht in der Wiedererweckung der alten Frage nach der syrischen [Grund-]Schicht der Geschichte des Korantextes […] Die Aufgabe einer fundierten und verlässlichen Untersuchung der syrischen Bestandteile des Korans ist aber noch nicht erfüllt worden.“

### Claude Gilliot (2003)
Gilliot zufolge habe Luxenbergs Werk zahlreiche unverständliche Passagen im Koran entschlüsseln können. Hierbei verweist er unter anderem auf dessen Ausführungen zur 108. Sure. (Siehe unten) Zwar obliege die eingehende Überprüfung der von Luxenberg behandelten Verse und Begriffe letztlich der Forschung, doch hätten dieses wie auch andere Beispiele Gilliot von der Effektivität und Richtigkeit der vorgelegten Vorgehensweise überzeugt.
Hinsichtlich der Frage, ob und inwiefern Mohammed bzw. seine Gefolgschaft im Besitz christlich-syrischer Schriftstücke hätten sein können, hebt Gilliot einen überlieferten Prophetenspruch hervor, demzufolge Mohammed Zayd ibn Ṯābit (den nach islamischer Überlieferung Urheber der Kodifizierung des Korans unter dem dritten Kalifen ʿUṯmān ibn ʿAffān) angeordnet hätte, die hebräische und syrische Sprache zu erlernen, um auch Menschen außerhalb der Arabischen Halbinsel den Islam predigen zu können. So liege Gilliot zufolge die Annahme nicht fern, dass die Muslime zum Zeitpunkt der Kodifizierung des Korans des Syrischen hätten mächtig sein können. Ferner argumentiert Gilliot auf Basis einer Darstellung des mutazilitischen Gelehrten Abu 'l-Qāsim al-Balḫīs (†931), dass Zayd ursprünglich jüdischen Glaubens gewesen sei und somit Zugang zu den Schriften der Schriftbesitzer gehabt hätte. Abschließend vermerkt er in diesem Zusammenhang den Umstand, dass Waraqa ibn Naufal – der Cousin Chadīdscha bint Chuwailids, der ersten Frau Mohammeds – ebenfalls mit den Heiligen Schriften der Juden und Christen vertraut gewesen sein soll.

« Le Coran avant de devenir le texte que nous connaissons est passé par des avatars, y compris, en amont, par les informateurs de Mahomet, qui, à notre avis, «reprennent de leur actualité» après le travail de Luxenberg »

„Der Koran durchlief, bevor er zu dem uns bekannten Text wurde, Veränderungen, die unter anderem auf die Gewährsmänner Mohammeds zurückgingen; Veränderungen, die Unserer Meinung nach durch die Arbeit Luxenbergs wieder an Brisanz gewonnen haben.“

### Federico Corriente (2003)
Federico Corriente (Semitist an der Universität Saragossa) hält Luxenberg für einen hochkompetenten Wissenschaftler mit einer „lebhaften und provokanten Meinung“, dessen Versuch „einer syro-aramäischen Lesart des Koran“ allerdings weitgehend nicht zu überzeugen vermöge. Die seinerseits vorgelegte Argumentation auf philologischer Grundlage könne die traditionellen, auf „soliden geschichtswissenschaftlichen und soziolinguistischen Daten“ basierenden Sichtweisen in der Thematik nicht verdrängen. Zwar würden seine Argumente teils überzeugen, doch hätten letztlich seine persönliche Sichtweise sowie professionellen Neigungen ihn davon abgehalten, eine ausgewogene Darstellung zu liefern, die die vorhandenen wissenschaftlichen Befunde mit einzubeziehen weiß. Luxenberg scheine durchaus ein „zweifelsfrei erfahrener Gelehrter“ zu sein, der sich bestens mit der syrischen Sprache und Literatur auskenne, bemerkenswerte Kenntnisse der arabischen Sprache besäße und in den den Koran behandelnden wissenschaftlichen Disziplinen bewandert sei. Doch missachte er (laut Corriente womöglich bewusst) historische Tatsachen mit Bezug auf die soziolinguistische Situation der urislamisch-arabischen Welt, wie auch bezüglich der Entstehungsgeschichte des Islam und der mündlichen Vermittlung koranischer Inhalte, sowie Belege aus der vergleichenden Semistik aus einem „Land, das eine Kreuzung anderer semitischer wie auch nicht-semitischer Kulturen war und“ – entgegen der Behauptungen Luxenbergs – „nicht nur der Hinterhof aramäisch sprechender Gebiete“ gewesen sei. Es bestehe kein Grund zur Annahme, dass im Hedschas im Allgemeinen und in Städten wie Mekka im Besonderen kein durch und durch hedschasisch-arabischer Dialekt gesprochen worden wäre. Somit könne man auch nicht davon ausgehen, dass Mohammed nicht die arabische Sprache gesprochen und anhand dieser den Inhalt des Korans vermittelt hätte, wobei dies auch seinen (Corriente zufolge vornehmlich mündlich stattgefundenen) Kontakt zu christlichen Mönchen auf seinen vorprophetischen Handelsreisen miteinschließe. Im Kontext der Zuverlässigkeit der oralen Übermittlung des koranischen Textes, die die Hypothesen Luxenbergs kontrastieren würde, verweist Corriente unter anderem auf die schon zu vorislamischen Zeiten im damaligen arabischen Kulturraum gängige mündliche Bewahrung beispielsweise poetischer Texte, die auch zum Erhalt und zur Predigt des Korans in einer weitgehend analphabetischen Gegend unabdingbar gewesen sei. Diese habe zudem dafür Sorge tragen können, dass es zu keinen sprachlichen Abwandlungen in der Rezitation der Heiligen Schrift hätte kommen können. Luxenbergs dahingehender Versuch, diese mündliche Tradition auch des Korans durch eine einschneidende Unterscheidung zwischen koranischem Arabisch und der arabisch-poetischen Koine zu untergraben, sei in Angesicht der substantiell belegten Übereinstimmung der Grammatik und des Vokabulars der koranisch-arabischen Sprache mit der Sprache der vorislamisch-arabischen Dichtung unhaltbar. Unter diesen Umständen sei nicht davon auszugehen, dass der Koran auf vornehmlich oder ausschließlich syrisch-christlicher Basis entstanden sei.
Da Luxenbergs Behauptungen nicht durch uns vorliegende Quellen zur Entstehungsgeschichte des Islam oder zur zeitgenössischen sprachlichen Situation des Hedschas belegt werden können, seien auch seine einzelnen Neuinterpretationen der jeweiligen Verse zweifelhaft und würden in den meisten Fällen zu keinem besseren Verständnis der darin enthaltenen Aussagen führen. In seiner Bewertung dieser Uminterpretationen Luxenbergs kategorisiert Corriente diese in drei Gruppen:
- Fälle, in denen die syro-aramäische Lesart zu einem besseren Verständnis des Verses führe und die als „positiver Beitrag“ (“positive contribution”) angesehen werden könnten – darunter Luxenbergs Ausführungen zum kauṯar-Begriff der 108. Sure.[41] (Siehe unten)
- Fälle, in denen Luxenbergs Vorgehen als solches nicht zwangsläufig falsch wäre, allerdings zu keinem verständlicheren Text führe[42] – so zum Beispiel seine Rückführung von qaswara / قسورة[43] in 74:51 (nach Paret: „mächtiger (Löwe)“; nach Bobzin: „Löwe“) auf das syrische qāsōrā (nach Luxenberg: „kraftloser, dahinsiechender Esel“).[44]
- Fälle, die unter philologischen Gesichtspunkten schlicht falsch seien.[45]

Letztere Gruppe unterteilt Corriente wiederum in vier Untergruppen:
1. Fälle, in denen Luxenberg die arabischen Kennzeichnung eines indeterminierten Akkusativs mit dem alif-Sufix als ursprünglich syrische determinierte Nominalform (-ā im Singular, -ē im Plural) auffasst – so zum Beispiel seine Ausführungen hinsichtlich hal yastawiyāni maṯalan? („sind die beiden gleich als Beispiel?“) in 11:24 und 39:29.[46] (Siehe unten)
2. Fälle, in denen Luxenberg zufolge dieses Suffix auch im arabischen tā' marbūta (ة / -a)[47] aufgegangen sei – Zwar sei diese Annahme zum Beispiel bezüglich des (im Arabischen grammatikalisch femininen) Kalifenbegriffs sinnvoll[48] (Siehe auch unten). Doch könne etwa malāʾika / ملائكة / ‚Engel‘ (Plural) in keinster Weise auf das Syrische zurückgeführt werden, da es sich hierbei um ein äthiopisches Lehnwort (mäla'əkt) handele.[49]
3. Fälle, in denen Luxenbergs Versuch, einen syrischen Ursprung des jeweiligen arabischen Begriffs zu finden, zu Veränderungen an Corriente zufolge linguistisch einwandfreien arabischen Formulierungen führt – darunter die Rückführung von ḥawāyā / حوايا in 6:146 (nach Paret: „an den Eingeweiden (?)“; nach Bobzin: „in den Eingeweiden“), das gemäß Luxenbergs Angaben ohne diakritische Zeichen als ǧawāyē / جوايا [sic] zu lesen sei, auf das syrische gawwā.[50]
4. Fälle, in denen Luxenbergs Augenmerk auf syrische Ursprünge arabischer Begriffe ihn zu falschen Annahmen geführt habe[51] – Corriente verweist hierbei unter anderem auf den Begriff des Hanīfen, der ihm zufolge auf das hebräische hānēf ‚unfromm‘ und nicht (wie Luxenberg behauptet) auf das syrische ḥenpā ‚Heide‘ zurückgeht,[52] sowie Luxenbergs Annahme, dass Mekka ein syrisches Lehnwort (dort: mākkā, nach Luxenberg: „in einer Niederung/einem Tal liegender Ort“) sei: In der Tat gehe der Name auf das südarabische mkrb zurück.[53]

### François de Blois (2003)
Der gegenwärtig (Stand: 2016) in London tätige Orientalist François de Blois bestreitet auf Grundlage seiner Rezension des Werks, dass es sich bei der Person hinter dem Pseudonym Christoph Luxenberg tatsächlich um einen auf dem Gebiet antiker semitischer Sprachen tätigen Wissenschaftler handelt. Das Buch sei kein Produkt wissenschaftlicher Arbeit, sondern das Werk eines Dilettanten: Es handele sich um jemanden, der „offenbar einen arabischen Dialekt spricht, die altarabische Sprache in passablem, jedoch nicht einwandfreiem Maße beherrscht, [und] im Besitz von für die Konsultation eines Wörterbuchs ausreichenden syrischen Sprachkenntnissen ist, gleichwohl aber jeglichem tatsächlichen Verständnisses' der Methodik vergleichender semitistischer Sprachwissenschaften entbehrt.“ Zur Untermauerung dieser Annahme führt de Blois anhand mehrerer Beispiele die ihm zufolge dem Werk zugrunde liegenden Schwächen im (nach de Blois pseudo-)wissenschaftlichen Vorgehen Luxenbergs auf, darunter folgende:
- Die in 11:24 und 39:29 enthaltene Formel hal yastawiyāni [Anm.: Dual] maṯalan? / هَلْ يَسْتَوِيَانِ مَثَلًا؟ [Anm.: Tamyīz-Akkusativ][56] (nach Paret: „Sind die beiden etwa einander gleichzusetzen?“; in Luxenberg: „sind die beiden gleich als Beispiel?“), deren letztes Wort Luxenberg auf das syrische maṯlē (Plural) zurückführt und dementsprechend den Passus mit „sind die beiden Beispiele [Anm. de Blois': Plural!] etwa gleich [Anm. de Blois': Dual!]?“ wiedergibt; in der modernen hocharabischen Sprache wäre dies laut Luxenberg hal yastawiyāni 'l-maṯalāni / هل يستويان المثلان – „Die meisten Schüler der arabischen Sprache dürften wohl schon in ihrem ersten Jahr wissen, dass es sich hierbei weder um das Altarabische, noch das moderne Hocharabische, sondern schlicht und ergreifend um einen Fehler handelt.“[57][58] Zudem würde Luxenbergs Alternative zu keiner Verbesserung in der Verständlichkeit der entsprechenden koranischen Passage führen.[59]
- Der in 6:161 enthaltene Begriff dīn qiyam / دين قيم, den Paret mit „richtiger Glaube“ wiedergibt und gemäß Luxenbergs Angaben aus dem syrischen dīnā qayyāmā (Luxenberg zufolge mit „feststehender, beständiger Glaube“ zu übersetzen) hergeleitet sei – Mit Bezug auf diese Folgerung Luxenbergs vermerkt de Blois den Umstand, dass zum einen das aramäische dīnā im Gegensatz zum arabischen dīn nicht die Bedeutung ‚Glaube‘ oder ‚Religion‘, sondern lediglich ‚Urteil‘ umfasse und dass zum anderen der arabische Begriff kein syrisches Lehnwort sei, sondern dem mittelpersischen dēn entspringe.[59]
- Der Begriff des Kalifen (ḫalīfa / خليفة), der gemäß Luxenbergs Ausführungen vom gleichbedeutenden syrischen ḥlīfā abstammen soll – Hier insinuiert de Blois eine Vernachlässigung der Frage, weshalb in einem solchen Fall im Zuge einer phonetischen Transkription des syrischen auf Grundlage der arabischen Schrift das خ / ḫ statt des im Arabischen mit dem im syrischen Wort verwendeten Buchstaben gleichlautenden ح / ḥ für die arabische Entsprechung verwendet worden sein soll.[60]

Zugleich wirft de Blois Luxenberg einen mangelhaften philologischen Zugang vor. Woher die uns erhaltene altarabische Sprache unter Voraussetzung der Hypothese Luxenbergs stammen soll, ließe das Werk ebenfalls unbeantwortet. Außerdem habe Luxenberg keinerlei wirklich neuen Erkenntnisse zutage gebracht: Nach Abzug jeglicher diakritischer Zeichen sei der Text des Korans zwar sehr wohl ein „äußerst unklares Werk“ mit schier endlosen Möglichkeiten der Setzung alternativer diakritischer Zeichen und somit Interpretation des dadurch entstandenen Werkes. Doch dürfte (so de Blois) jedem Leser des Buches Luxenbergs auffallen, dass seine neue Lesart in der Tat nicht sonderlich einleuchtender sei als die traditionelle Lesart auf durch und durch altarabischer Grundlage. „Es handelt sich um eine Lesart, deren mögliche Attraktivität einzig und allein in ihrer Neuartigkeit – oder anders ausgedrückt: Perversion – liegt, [und] nicht darin, dass sie Aufschluss über die Bedeutung des Buches oder die Geschichte des Islam gebe.“

### Martin Baasten (2004)
Martin Baasten von der Universität Leiden sieht in Luxenbergs syro-aramäischer Lesart des Koran einen „interessanten Versuch den Text des Korans mit Blick auf das Syrische zu lesen“, der „einige verblüffende Ergebnisse“ liefere. Das Werk enthalte eine Fülle eigenschöpferischer Ideen und interessanter Feststellungen, wobei seine Vorschläge oftmals zu einem besseren Verständnis problematischer Textpassagen im Koran führen würden. Dadurch berge es die Möglichkeit, weitreichende Einflüsse auf unser heutiges Verständnis vom Koran zu haben und stelle eine Herausforderung im wissenschaftlichen Umgang mit der islamischen Heiligen Schrift dar. Dahingehend verweist Baasten unter anderem auf die Ausführungen Luxenbergs hinsichtlich der Begriffe al-kawṯar / الكوثر, naḥara / نحر sowie al-abtar / الأبتر im Rahmen der 108. Sure:

„Wir haben dir die Fülle [al-kawṯar] gegeben.
 Bete darum zu deinem Herrn und opfere [wa-nḥar]!
 (Ja) dein Hasser ist es, der gestutzt (oder: schwanzlos, also ohne Anhang(?) oder ohne Nachkommen?) [al-ʾabtaru] ist. (Oder (als Verwünschung): Wer dich haßt, soll gestutzt bzw. schwanzlos sein!)“

Kawṯar führt Luxenberg auf das aramäische kuṯārā ‚Beständigkeit, Beharrlichkeit, Standhaftigkeit‘), (i)nḥar (Imperfektform von naḥara) auf nḡar (deutsch: „harren, ausdauern, verharren“) und abtar auf tḇar (deutsch hier: „besiegt“) zurück. Dadurch entstünde ein verständlicher Text, der „in den Kontext einer entstehenden Religion perfekt passen würde“:

„Wir haben dir die (Tugend der) Beharrlichkeit [kuṯārā] gegeben;

so bete zu deinem Herrn und verharre [nḡar] (im Gebet);

dein Widersacher (der Satan) ist (dann) der Besiegte [tḇar]“

Luxenbergs Rückführung des im ersten Vers enthaltenen ʾaʿṭaināka / أَعۡطَيۡنَٰكَ / ‚Wir haben dir […] gegeben‘ bzw. aʿṭā / أعطى / ‚geben‘ auf das syrische ayti ‚kommen lassen, bringen‘ sei dagegen nicht nur sprachwissenschaftlich problematisch, sondern führe auch zu keinem besseren Verständnis des ihm zufolge eindeutigen Verbes und wäre somit anzuzweifeln.
Ähnlich aufschlussreich sei Luxenbergs Übersetzung des Verses 96:2 und dementsprechenden Namens der Sure, der zufolge ʿalaq / علق (nach Paret: „Embryo“; nach Bobzin: „Anhaftend“ [Substantiv]) auf das syrische ʿālōqā ‚Lehm‘ zurückginge und dadurch der in 37:11 getätigten Aussage, dass Gott den Menschen aus „kompaktem (oder: klebrigem) Lehm“ (nach Paret) geschaffen hätte, entspräche.
Seine Behauptung, dass (i)qtarib / اقترب (VIII. Stamm von qaruba / قرب, deutsch unter anderem ‚sich nähern‘, ‚nahe kommen‘) in 96:19 (nach Paret: „nahe dich“) sich aus dem syrischen eṯqarraḇ (V. Stamm) (deutsch: ‚die Eucharistie empfangen‘, ‚an der Abendmahlliturgie teilnehmen‘) ergebe, sei hingegen eine der Ausführungen, die in diesem Zusammenhang nicht haltbar wären: Die (christlich-)arabische Entsprechung des syrischen Begriffs stelle schon taqarraba (ebenfalls V. Stamm) dar.
Zwar unterliefen Luxenberg durchaus einige (wie die eben erwähnten) Fehler, zwar folgere er einen syrischen Ursprung arabischer Begriffe, „auch wenn dies aus einem historisch-linguistischen Standpunkt nicht plausibel ist“, und pflege einen teils lückenhaften Umgang mit der einschlägigen Fachliteratur. Doch stellen laut Baasten diese Tatsachen nicht den Wert dieser Arbeit in ihrer Gesamtheit in Frage. Ob Luxenbergs weitreichendere Annahmen einer aramäisch-arabischen Mischsprache Mekkas und eines aramäischen Urkorans zu halten sind, werde sich in der Forschung noch zeigen müssen.

### Simon Hopkins (2003)
In einer 2003 erschienenen Rezension des Werks attestiert Simon Hopkins Luxenberg eine „leichtsinnige Methodik“ (reckless methodology) und führt in diesem Zusammenhang mehrere Beispiele an, darunter Luxenbergs Rückführung des in den Versen 16:103 (nach Paret im Sinne von „auf etwas anspielen“) sowie 7:180 und 41:40 (nach Paret im Sinne von „eine abwegige Haltung einnehmen“, alternativ „in Verruf bringen“) enthaltenen Ausdrucks yulḥidūna / يلحدون bzw. laḥada / لحد auf die syrische Wurzel l-g-z trotz des (auch von Luxenberg erwähnten) Umstands, dass es sich bei letzterem um ein Lehnwort aus dem Arabischen handelt, das in der altsyrischen Sprache nicht existierte. Der Rückgriff des Autors auf Fachliteratur wie auch seine Interpretation der behandelten Koranverse erfolge willkürlich, wobei ersteres erhebliche Lücken aufweise; eine Vielzahl der Transkriptionen syrischer Begriffe vonseiten Luxenbergs sei fehlerhaft. Des Weiteren versäume es Luxenberg, einen plausiblen geschichtlichen Kontext zu seinen Ausführungen über die tatsächlichen Ursprünge des Korans zu liefern: So blieben die Fragen, a) wer die christlichen Bewohner Mekkas, die die aramäisch-arabische Mischsprache des ursprünglichen Korantextes gesprochen haben sollen, im Genaueren seien; b) um welche syrischen Schriftstücke es sich konkret handele, aus denen der Koran hervorgegangen sei; c) wie im Koran vorzufindende, ursprünglich jüdische Elemente unter solchen Bedingungen zu erklären sind; d) wie die klassische islamische Koranexegese in ihrer Gesamtheit die Heilige Schrift der islamischen Religion in einem solchen Maße missverstanden haben soll; e) wie die frühe islamische Koranexegese überhaupt erst in den Besitz des Korans gekommen sein soll, unbeantwortet. Zwar sei der uns erhaltene koranische Text durchaus problembehaftet, doch habe Luxenbergs Werk nicht viele, wenn nicht gar überhaupt keines dieser Probleme lösen können.

## Schriften

### Monographie
- Die syro-aramäische Lesart des Koran: Ein Beitrag zur Entschlüsselung der Koransprache. Das Arabische Buch, Berlin 2000, ISBN 3-86093-274-8; 5. Auflage: Schiler, Berlin 2015, ISBN 978-3-89930-035-2.

### Aufsätze
- Weihnachten im Koran. in: imprimatur. 1/2003, ISSN 0946-3178.
- Der Koran zum „islamischen Kopftuch“. In: imprimatur. 2/2004, ISSN 0946-3178.
- Neudeutung der arabischen Inschrift im Felsendom zu Jerusalem. In: Karl-Heinz Ohlig, Gerd-Rüdiger Puin (Hrsg.): Die dunklen Anfänge: Neue Forschungen zur Entstehung und frühen Geschichte des Islam. Schiler, Berlin 2005, ISBN 3-89930-128-5.
- Relikte syro-aramäischer Buchstaben in frühen Korankodizes im higazi- und kufi-Duktus In: Karl-Heinz Ohlig (Hrsg.): Der frühe Islam. Eine historisch-kritische Rekonstruktion anhand zeitgenössischer Quellen. Schiler, Berlin 2007, ISBN 978-3-89930-090-1.
- Die syrische Liturgie und die "geheimnisvollen" Buchstaben im Koran – eine liturgievergleichende Studie. In: Markus Groß, Karl-Heinz Ohlig (Hrsg.): Schlaglichter: Die beiden ersten Islamischen Jahrhunderte. Schiler, Berlin 2008, ISBN 978-3-89930-224-0.
- Keine Schlacht von Badr. Zu syrischen Buchstaben in frühen Koranmanuskripten. In: Markus Groß, Karl-Heinz Ohlig (Hrsg.): Vom Koran zum Islam. Schriften zur frühen Islamgeschichte und zum Koran. Schiler, Berlin 2009, ISBN 978-3-89930-269-1.
- Keine Polygamie und kein Konkubinat im Koran (Sure 4:3) Teil 1. In: Markus Groß, Karl-Heinz Ohlig (Hrsg.): Die Entstehung einer Weltreligion II. Von der koranischen Bewegung zum Frühislam. Schiler, Berlin 2012, ISBN 978-3-89930-345-2.

### Zur akademischen Rezeption des Werks
- Stefan Wild: Lost in Philology? The Virgins of Paradise and the Luxenberg Hypothesis. In: Angelika Neuwirth, Nicolai Sinai und Michael Marx (Hg.): The Qurʾān in Context: Historical and Literary Investigations into the Qurʾānic Milieu. Brill, 2010. S. 625–649, hier: S. 632–649
- Walid A. Saleh: The Etymological Fallacy and Qurʾanic Studies: Muhammad, Paradise, and Late Antiquity. In: Angelika Neuwirth, Nicolai Sinai und Michael Marx (Hg.): The Qurʾān in Context: Historical and Literary Investigations into the Qurʾānic Milieu. Brill, 2010. S. 649–698, hier: S. 670–698
- Daniel King: A Christian Qur’ān? A Study in the Syriac background to the language of the Qur’ān as presented in the work of Christoph Luxenberg. In: Journal for Late Antique Religion and Culture 3 (2009). S. 44–75, cardiff.ac.uk (PDF; 437 kB)
- Devin J. Stewart: Notes on Medieval and Modern Emendations of the Qur‘ān. In: G. S. Reynolds (Hg.): The Qur‘ān in its Historical Context. Routledge, 2008. S. 225–248
- Angelika Neuwirth: Qur’an and History – a Disputed Relationship: Some Reflections on Qur'anic History and History in the Qur’an. In: Journal of Qur’anic Studies 5 (2003/1). S. 1–18, hier: S. 8–10, islamspring2012.voices.wooster.edu (PDF; 3327 kB)

Rezensionen
- Federico Corriente: On a Proposal for a “Syro-Aramaic” Reading of the Qur’ān. In: Collectanea Christiana Orientalia 1 (2003). S. 305–314, christoph-heger.de (PDF; 131 kB)
- Rezension von Solomon Sara in: Theological Studies (2008). S. 1 f. (Online verfügbar; PDF; 95 kB)
- Rezension von Martin F.J. Baasten in Aramaic Studies 2.2 (2004). S. 268–272 (Online verfügbar; PDF; 119 kB)
- Rezension von Simon Hopkins in Jerusalem Studies in Arabic and Islam 28 (2003). S. 377–380 (Online verfügbar; PDF; 367 kB)
- Claude Gilliot: Langue et Coran: Une lecture syro-araméenne du Coran. In: Arabica 3 (2003). S. 381–393, hier: S. 387–391 (Online verfügbar; PDF; 117 kB)
- Rezension von François de Blois in Journal of Qur'anic Studies 5 (2003/1). S. 92–97

### Presseberichte
- Virgins? What virgins?,  The Guardian, 12. Januar 2002
- „Licht ins Dunkel“. Der Koran als philologischer Steinbruch, Christoph Burgmer im Gespräch mit Christoph Luxenberg. In: Fikrun wa Fann. (Kulturzeitschrift des Goethe-Instituts für den Dialog mit der islamischen Welt), Nummer 81/2005
- Interview Christoph Luxenbergs mit Edith Kresta, in: Die Tageszeitung (taz). Berlin 2004,7331 (10. April 2004), S. 21. ISSN 0931-9085
- Interview mit Christoph Luxenberg vom 29. September 2004 in Der WELT
- Tilman Nagel: Befreit den Propheten aus seiner religiösen Umklammerung! In: FAZ vom 21. September 2007, Nr. 220, Seite 39 (Kritische Betrachtung der islamwissenschaftlichen Tragfähigkeit der Methoden Luxenbergs bei Verteidigung des wissenschaftlichen Grundanliegens)

### Wissenschaftskolleg zu Berlin
- Bericht des Symposiums Historische Sondierungen und methodische Reflexionen zur Korangenese – Wege zur Rekonstruktion des vorkanonischen Koran

### Rezensionen
Von Original-Homepages
- Richard Kroes: Missionary, dilettante or visionary? A review of Ch. Luxenberg: „Die Syro-Aramäische Lesart des Qur’an“. 2004.
- Robert R. Phenix Jr., Cornelia B. Horn: Christoph Luxenberg (ps.), Die syro-aramaeische Lesart des Koran; Ein Beitrag zur Entschlüsselung der Qur'ansprache. In: Hugoye. Journal of Syriac Studies. Band 6, Nr. 1, Januar 2003, ISSN 1097-3702, S. 164–178 (englisch, bethmardutho.org [abgerufen am 13. April 2017]).

Von Seiten Dritter

Die folgenden Rezensionen sind zum Teil auf den Websites der entsprechenden Zeitschriften nicht mehr vorhanden und nur noch über das Internet Archive erreichbar. Ihre Authentizität ist deshalb nicht gewährleistet.
- Michael Marx: Was ist eigentlich der Koran? (Memento vom 27. September 2007 im Internet Archive); Berlin 2004 (Zusammenfassung der Konferenz zu Christoph Luxenbergs Buch, die in Berlin vom 21. bis 25. Januar im Wissenschaftskolleg stattfand, deutsch).
- Michael Marx, Nicolai Sinai: Historische Sondierungen und methodische Reflexionen zur Korangenese – Wege zur Rekonstruktion des vorkanonischen Koran. (Memento vom 30. September 2007 im Internet Archive) (ausführl. Bericht der Organisatoren des Berliner Symposions, deutsch).
- Die derzeit wohl größte Sammlung von – zustimmenden und ablehnenden – Rezensionen von Luxenbergs Werk findet sich (zum Teil als Links zu den Internetseiten der entsprechenden Zeitschriften) auf der Homepage von Christoph Heger.